# Tegenpaus Dioscurus
Dioscurus, de zevende tegenpaus van de Rooms-Katholieke Kerk, werd door de kerkgemeenschap naar voren geschoven als de tegenstander van paus Bonifatius II, die op voorspraak van paus Felix III (IV), diens voorganger, evenals op voorspraak van Athalarik, koning der Goten, gekozen was.
Zijn pontificaat duurde slechts 22 dagen, omdat hij daarna plotseling overleed. Sinds 2001 wordt hij door het Vaticaan toch als mogelijke paus erkend, omdat een definitief besluit nog niet bereikt was.
Cursief: tegenpaus